# Почётный работник Министерства иностранных дел Российской Федерации
Почётный работник Министерства иностранных дел Российской Федерации — почётное звание, ведомственная награда МИД России.

## Основания для награждения
Звание присуждается:
- за весомый вклад в реализацию внешнеполитического курса Российской Федерации;
- за активное участие в выполнении поручений Президента Российской Федерации и Правительства Российской Федерации по укреплению мира, урегулированию международных конфликтов;
- за значительный вклад в расширение политических, торгово-экономических, научно-технических, культурных и иных международных связей Российской Федерации, в обеспечение прав и интересов российского государства, его граждан и юридических лиц за рубежом;
- за долголетнюю добросовестную работу (не менее 10 лет) в странах со сложной военно-политической обстановкой, тяжелыми климатическими и санитарно-эпидемиологическими условиями;
- за успехи в подготовке дипломатических кадров;
- за заслуги в решении организационных, финансовых, производственно-хозяйственных и социальных вопросов деятельности Министерства;
- за продолжительную и безупречную работу в системе МИД России.[1]

## Правила награждения
Присвоение звания работникам центрального аппарата , представительств и консульских учреждений России, а также находящимся на пенсии бывшим работникам указанных подразделений, проработавшим в системе МИД России не менее 20 лет, производится приказом Министра иностранных дел Российской Федерации по представлению Комиссии по рассмотрению предложений о внутриведомственных поощрениях работников системы МИД России.
Удостоенному Звания вручается нагрудный знак и выдаётся удостоверение. Приказ Министра о присвоении звания публикуется в журнале «Дипломатический вестник».

## Описание нагрудного знака
Нагрудный знак  «Почётный работник МИД России» имеет полноразмерный (медаль) и лацканный (фрачный) варианты.
Нагрудный знак представляет собой посеребренную восьмиконечную звезду, образованную штралами, чередующимися с зернью. На ней накладной золочёный равносторонний крест, стороны которого образованы из двух сегментов, покрытых бирюзовой эмалью. В центральной части креста накладной позолоченный медальон с изображением голубого земного шара с позолоченной надписью «МИД России». Вокруг земного шара по бирюзовому фону рельефная позолоченная надпись «Почётный работник». Ограничивающие ранты также позолочены. В нижней части медальона две позолоченные пальмовые ветви. Диаметр знака — 38 мм. Звезда нагрудного знака при помощи ушка и кольца соединяется с посеребренной колодкой, обтянутой шёлковой муаровой лентой бирюзового цвета, с золотыми (оранжевыми) полосками по краям. Ширина ленты — 24 мм, ширина полосок — 2 мм. Нижняя часть колодки обрамлена лавровыми ветвями. Высота колодки — 35 мм. На оборотной стороне знака — номер.
Фрачный знак повторяет изображение нагрудного знака без надписи «Почётный работник», ушка, кольца и колодки. Диаметр знака — 18 мм.

## Правила ношения
Нагрудный знак к званию носится на правой стороне груди и располагается ниже государственных наград Российской Федерации.